# NGC 3017
NGC 3017 ist eine elliptische Galaxie vom Hubble-Typ E im Sternbild Sextant am Südsternhimmel. Sie ist schätzungsweise 271 Millionen Lichtjahre von der Milchstraße entfernt.
Das Objekt wurde im Jahre 1886 von Ormond Stone entdeckt.